# Ken Mattingly
Thomas Kenneth „Ken“ Mattingly II (* 17. März 1936 in Chicago, Illinois; † 31. Oktober 2023 in Arlington, Virginia) war ein US-amerikanischer Astronaut.

## Studium und Militärdienst
Mattingly besuchte die Miami Edison High School in Miami und studierte anschließend Luftfahrttechnik an der Auburn University in Alabama. Nach dem Abschluss des Studiums trat er 1958 in die US-Marine ein und wurde zum Piloten ausgebildet. Er diente auf den Flugzeugträgern Saratoga und Franklin D. Roosevelt, wo er zunächst die Douglas A-1 "Skyraider" und später die Douglas A-3 „Skywarrior“ flog. 1966 studierte er an der Air Force Aerospace Research Pilot School, als er für das Astronautenprogramm ausgewählt wurde.

## Apollo
Mattingly bewarb sich bei der NASA und wurde am 4. April 1966 mit der fünften Astronautengruppe der Öffentlichkeit vorgestellt. Als Spezialgebiet sollte er sich besonders um die Entwicklung der Raumanzüge für die Mondlandung kümmern.
Schon Ende 1966 wurde er der Support Crew des dritten bemannten Apollo-Flugs zugeteilt, der damals noch unter der Projektbezeichnung Mission E lief und später als Apollo 8 nummeriert wurde. Mattingly arbeitete dabei unter anderem als Verbindungssprecher (Capcom). Auch bei der historischen Mission von Apollo 11 gehörte er wieder der Support Crew an und hielt als Capcom Verbindung zur Mannschaft.
Da er einer der Experten für das Apollo-Raumschiff war, wurde er am 6. August 1969 als CM-Pilot für die Mission Apollo 13 eingeteilt, ohne vorher in einer Ersatzmannschaft gewesen zu sein. Einige Tage vor dem Start, am 6. April 1970, stellte sich heraus, dass der Ersatzpilot der Mondfähre Charles Duke mit Röteln infiziert war und Ken Mattingly anders als der Rest der Besatzung nicht dagegen immun war. Um das Risiko zu eliminieren, dass Mattingly während des Mondfluges erkrankte, wurde er am 9. April durch den Reservepiloten Jack Swigert ersetzt.
Mattingly bekam keine Röteln und war maßgeblich an der Rettungsaktion beteiligt, als die Apollo-13-Astronauten durch eine Explosion an Bord in Lebensgefahr gerieten.
Seinen ersten Weltraumflug trat Mattingly dann am 16. April 1972 an, als Pilot der Kommandokapsel von Apollo 16 unter dem Kommando von John Young. Auf dem Rückflug vom Mond verließ Mattingly das Raumschiff Casper für Außenbordaktivitäten, was für Apollo 13 noch nicht vorgesehen war.
Beim letzten Apolloflug (Apollo 17) im Dezember 1972 diente Mattingly wieder als Capcom.

## Space Shuttle
Nach Abschluss des Apollo-Mondprogramms übernahm Mattingly 1973 die Leitung des Astronaut Office Support für die zukünftige Raumfähre Space Shuttle. 1978 wurde er Technischer Assistent für Testflüge beim Manager des Raumflugtestprogramms. Ende 1979 wurde er Leiter der Arbeitsgruppe für Start und Wiedereintritt im Astronaut Office, bis er sich ab April 1981 wieder auf seine aktive Tätigkeit als Astronaut vorbereitete.
Für die Shuttle-Testflüge STS-2 im November 1981 und STS-3 im März 1982 war er als Ersatzkommandant eingeteilt. Vom 27. Juni bis zum 4. Juli 1982 absolvierte Mattingly dann seinen zweiten Raumflug. Er kommandierte den Testflug STS-4 der Raumfähre Columbia. Als Pilot war Henry Hartsfield an Bord.
Ab 1983 leitete Mattingly eine NASA-Abteilung, die eng mit dem US-Verteidigungsministerium zusammenarbeitete.
Mattingly war als Kommandant für den Flug STS-10 vorgesehen, der im November 1983 einen Aufklärungssatelliten für das US-amerikanische Verteidigungsministerium in die Erdumlaufbahn bringen sollte, aber wegen Verzögerungen abgesagt wurde. Auch ein weiterer Flug (STS-41-E), bei dem Mattingly im Juli 1984 das Kommando haben sollte, musste abgesagt werden.
Am 24. Januar 1985 konnte Mattingly mit dem Shuttle Discovery seinen dritten Weltraumflug durchführen. Er befehligte die Mission STS-51-C in einem Einsatz für das Verteidigungsministerium, bei dem mehrere Satelliten ausgesetzt wurden.
Bei diesen drei Raumflügen verbrachte Mattingly 21 Tage im All.

## Nach der NASA
Im Juni 1986 verließ Mattingly die NASA und kehrte zur US-Marine zurück, wo er als Manager für Satelliten-Programme arbeitete. Er verließ die Navy 1990 im Range eines Konteradmirals und ging in die Industrie.
Bei Grumman in Reston arbeitete er am Raumstationsprogramm, bis er 1993 zu General Dynamics in San Diego wechselte, wo er die Verantwortung für die Atlas-Rakete übernahm. Sein Geschäftsbereich wurde an Martin Marietta verkauft und in die Firma Lockheed Martin eingegliedert, wo Mattingly zeitweise die Entwicklung der Raumfähre X-33 leitete.
Ab 1998 war Mattingly Geschäftsführer der Rocket Development Company in Los Alamitos, Kalifornien, einer Firma, die sich auf preisgünstige Trägersysteme konzentriert. Parallel dazu war er ab Juli 1999 Aufsichtsratsvorsitzender der Muttergesellschaft Universal Space Network.
Ken Mattingly war zwei Mal geschieden und Vater eines 1973 geborenen Sohnes aus erster Ehe. Er starb am 31. Oktober 2023 in Arlington im Alter von 87 Jahren.

## Trivia
Im Hollywood-Film über die Mission Apollo 13 von 1995 wurde er von Gary Sinise dargestellt.